# Remy Maertens
Raymond  (Remy) Maertens was een Belgisch touwtrekker.

## Levensloop
Maertens maakte deel uit van het Belgisch touwtrekteam dat deelnam aan de Olympische Zomerspelen van 1920 te Antwerpen. Hij behaalde er met de nationale ploeg een bronzen medaille.